# Caversfield
Caversfield is een civil parish in het bestuurlijke gebied Cherwell, in het Engelse graafschap Oxfordshire met 1788 inwoners.